# Улица Врубеля (Самара)
Улица Врубеля — улица в Октябрьском районе городского округа Самара. Начало улицы идёт от Читинского переулка (в районе гаражного кооператива Постникова оврага), проходит через Короткий переулок, пересекает улицы Мичурина, Гая, Маломосковскую и Московское шоссе. Пересекая проспект Карла Маркса, переходит в 4-й проезд. Имеет относительную протяжённость 1,2 км.

## История улицы
Улица названа в честь русского художника Михаила Александровича Врубеля. Ориентировочная дата появления в Самаре вторая половина 1930-х годов. В 1935 году областная техническая сельскохозяйственная станция (нынешний Самарский областной детский эколого-биологический центр) получила участок рядом с Ботаническим садом. 
В 1985 запущена в эксплуатацию новая трамвайная линия от Постникова оврага (Оврага Подпольщиков) по улице Врубеля до Дома Печати. 

## Достопримечательности

### Долгострой на улице Врубеля (недостроенное здание архива КГБ)
7-этажное здание начали возводить в 1986 году. Предположительно его планировали отдать под нужды ФСБ и Центра правительственной связи. Но здание было брошено застройщиком в 1990-е годы. 

### Самарский областной детский эколого-биологический центр (станция юннатов)
В Самаре станция появилась в 1928 году. В 1935 году станция получила участок возле Ботанического сада площадью 3,9 га. В 1988 году юннаты получили в подарок спроектированный целый комплекс зданий и сооружений, единственный в Советском Союзе и в России. 

## Транспорт
Трамваи: 2, 4, 13, 23